# Kazimierz Trampisz
Kazimierz Trampisz, né le 10 janvier 1929 à Stanisławów en Pologne (aujourd'hui Ivano-Frankivsk, ville ukrainienne) et mort le 12 août 2014, est un footballeur polonais qui occupait le poste d'attaquant de 1945 à 1964.

## Palmarès
- Champion de Pologne : 1954, 1962
- Vice-champion de Pologne : 1952, 1958, 1959, 1961